# László Aladár
László Aladár, születési és 1902-ig használt nevén Ländler Aladár (Budapest, 1896. október 30. – Los Angeles, 1958. október 19.) magyar író, újságíró, színpadi szerző, forgatókönyvíró. 

## Élete
Ländler Amália (1866–1936) izraelita vallású dohánytőzsdés törvénytelen gyermekeként született. A Budapesti Tudományegyetemen jogot tanult. 1914-től A Nap, majd 1918-tól a Pesti Hírlap munkatársa volt. Írt egyfelvonásosokat, kabarétréfákat, szórakoztató színdarabokat, többet filmre is vittek. 1935-ben aMetro-Goldwyn-Mayer filmírónak szerződtette. 1937-ben kikeresztelkedett a református vallásra. 1938-ban végleg az USA-ban telepedett le, ahol mint színdarab-és filmíró dolgozott. 1939-ben rejtélyes körülmények között elvesztette nevelt lányát, László Lola színésznőt, aki kizuhant egy New York-i felhőkarcoló huszonötödik emeletéről. Néhány hónappal később első felesége is elhunyt. 1942-ben amerikai állampolgárságot kapott. A második világháború ideje alatt az amerikai hírszerzésnek dolgozott. Az 1950-es években Santa Monicában könyvkereskedést nyitott.
Kétszer nősült. 1925. október 1-jén Budapesten házasságot kötött Hunyár Jolánnal (1896–1940). Második felesége Fellegi Margit Laura (1903–1975) volt, akit 1941. május 10-én Los Angelesben vett nőül. Három gyermekük született: Franklin Winston (1945–2019), Levente Aladár (1946–2015), Lawrence Aladár (1948)

## Művei

### Színművek
- Egy lány, aki mer (Faragó Sándorral, 1930)
- A becsületes megtaláló (színdarab, 1931)
- Bolondóra (színdarab, 1933)
- Egy nő, akinek múltja van (színmű, 1934)
- Tökéletes feleség (színmű, 1935)
- Mindig a nők kezdik (színdarab, 1938)

### Elbeszélés
- Asszonysiratás (1916)

### Regény
- Aranybagoly (1925)

### Író
- Nászút féláron (1936)

### Forgatókönyvíró
- Piri mindent tud (1932)
- Becsületes megtaláló (1932)
- Skandal in Budapest (1933)
- Pardon, tévedtem (1933)
- Mindent a nőért! (1934)
- Frakkban és klakkban (1935)
- Passé à vendre (1936)
- Nászút féláron (1936)
- Hochzeitsreise zu 50% (1937)
- Blond Cheat (1938)
- Gangway for Tomorrow (1943)
- Girl Rush (1944)
- Schlitz Playhouse of Stars (1951–1959)
  - Epizód: Enchanted Evening (1952)